# دیزرائیلی (فیلم ۱۹۲۱)
دیزرائیلی (انگلیسی: Disraeli) فیلمی در ژانر درام به کارگردانی هری کولکر است که در سال ۱۹۲۱ منتشر شد. از بازیگران آن می‌توان به جرج آرلیس اشاره کرد.